# 조르주 불랑제
조르주 에르네스트 장마리 불랑제(프랑스어: Georges Ernest Jean-Marie Boulanger, 1837년 4월 29일 ~ 1891년 9월 30일)는 프랑스 제3공화국의 군인, 정치인이다. 제3공화국 정치사에서 매우 중요한 인물로, 너무 큰 지지를 받았기에 그 지지세가 절정에 달했던 1889년 1월에는 독재자가 될 위험이 있다고까지 여겨졌다. 불랑제의 지지기반은 파리를 비롯한 도시의 노동자 계층과 농촌의 전통주의적 천주교도, 왕당파들이었다. 불랑제는 보불전쟁의 복수를 해야한다는 공격적 국민주의를 주장했고 이를 복수주의라고 한다. 불랑제 본인도 복수 장군(프랑스어: Général Revanche)이라는 별명이 붙었다.
1889년 9월 선거에서 불랑제파는 대패했고 이후 불랑제의 정치적 영향력은 급속히 줄어들었다. 불랑제파의 쇠퇴와 함께 프랑스의 보수주의, 왕당파주의는 심하게 위축되어 1940년 비시 정권이 출범하기 전까지 거의 유명무실해졌다. 불랑제파가 축출된 뒤 프랑스 정국은 기회주의적 공화주의자들이 주도했다.